# Ornamenta
Ornamenta, insignias romanas externas de un ordo, magistratura, dignidad o función pública. De carácter vitalicio. 

## Tipos
- Ornamenta consularia
- Ornamenta praetoria
- Ornamenta quaestoria
- Ornamenta decurionalia.

## Concesión y funciones
También se podían conceder como una forma de honor, distinción honorífica o promoción social a personajes que no desempeñaban dichas magistraturas. Los ornamenta no desplazaban a la magistratura, no daban el cargo sino el derecho a sentarse en las reuniones del ordo pero sin voz ni voto porque era una asimilación ficticia. Daban derecho a llevar insignias, el vestido y el calzado en los actos públicos. Por último, gozan de ventajas del cargo. Al ser honoríficas se daban, en ocasiones, tras la muerte de una persona, cuando se costea una estatua en honor a una persona también.

## En los municipios
En el ámbito municipal lo concedían los decuriones, decuria municipal. Los más importantes eran los ornamenta decurionalia, ejemplos de ellos en la epigrafía española. Estos honores se solían otorgar a personas que no habían podido estar en la curia. Un ejemplo es un individuo en Salpensa, fallecido joven y por ello no entra en la curia municipal. Hay ejemplos de individuos que no podían acceder a las ornamenta, es el caso de libertos. Algunas personas devolvían el favor de los ornamenta con banquetes, monumentos, edificios… 